# Rehaincourt
Rehaincourt ist eine französische Gemeinde mit 361 Einwohnern (Stand 1. Januar 2022) im Arrondissement Épinal des Départements Vosges. Sie liegt im Kanton Charmes und ist Mitglied des Kommunalverbandes Agglomération d’Épinal.

## Geographie
Der Euron, ein Nebenfluss der Mosel, entspringt an der Gemeindegrenze Rehaincourts zu Saint-Genest. Landwirtschaft umfasst mehr als 1500 Hektar des Gemeindegebietes, von denen 380 Hektar mit Eichen-, Buchen-, Hainbuchen- und Koniferenwäldern bedeckt sind.